# Criquetot-sur-Longueville
Criquetot-sur-Longueville is een gemeente in het Franse departement Seine-Maritime (regio Normandië) en telt 159 inwoners (2005). De plaats maakt deel uit van het arrondissement Dieppe.

## Geografie
De oppervlakte van Criquetot-sur-Longueville bedraagt 7,3 km², de bevolkingsdichtheid is 21,8 inwoners per km².
De onderstaande kaart toont de ligging van Criquetot-sur-Longueville met de belangrijkste infrastructuur en aangrenzende gemeenten.

## Demografie
Onderstaande figuur toont het verloop van het inwonertal (bron: INSEE-tellingen).